# コショウ属
コショウ属（コショウぞく、学名: Piper）は、コショウ目コショウ科に分類される属の1つである。2,000種以上が知られる大きな属であり、最もよく使われる香辛料の1つであるコショウの他にヒハツ (インドナガコショウ)、ヒハツモドキ (ジャワナガコショウ)、ヒッチョウカ、キンマ、カヴァなどが含まれる。日本にはフウトウカズラ（図1a）とタイヨウフウトウカズラの2種が自生しており、沖縄ではヒハツモドキ（図1b）が帰化している。
コショウ属の植物は多くは低木やつる性木本であるが、小高木や草本となる種もいる。葉は互生し、葉脈は掌状または羽状。花序はふつう葉と対生してつく。花は小さく、花被を欠き、両性または単性。果実は多肉果、種子を1個含む。精油やアルカロイドをもつ。

## 特徴
多くは低木または木本性のつる植物（根で付着）であるが、一部は草本や小高木になる（下図2a–c）。精油を含み、しばしば芳香がある。節の部分が太くなる。茎の断面では外側に維管束が1輪に配置し、その内側に維管束が散在する点で単子葉類に見られる散在中心柱に似ているが、維管束形成層が生じて肥大成長する点で異なる。
葉は互生し（下図3b, c）、単葉、心形から披針形（下図3a, b）、葉柄をもち、ときに基部が非相性（下図3c）、紙質から革質、葉脈は掌状または羽状（下図3a, b）、早落性の托葉はしばしば葉柄に合着し、節に輪状の跡を残す（下図3c）。
花は両性、または単性で雌雄異株または雌雄同株。花序はふつう葉に対生、ときに腋生または頂生し、多肉質の花序軸に多数の小さな花がつく（下図4, 5a）。花は非常に小さく花被を欠き、ふつう無柄（穂状花序）ときに小花柄をもち（総状花序）、小さな小苞に腋生する。雄しべは(1–)3–6(–10)個、離生、まれに雌しべの基部に着く。花糸は短く、葯は底着。雌しべは1個、子房は１室、ときに花序軸に埋没、花柱を欠くものから長いものまであり、柱頭は2–5個（下図4a）。胚珠は1個、基底胎座。
果実はふつう液果または核果、1種子を含む。多数の果実が穂状につき、癒合した複合果となるものもいる（下図5b, c）。種子は少量の内胚乳と多量のデンプン質の周乳（外胚乳）をもち、胚は小さい。染色体基本数は x = 13、著しい倍数化が見られる。

## 分布・生態
北米南部から南米、アフリカ、マダガスカル、南アジアから東アジア、東南アジア、オセアニアに分布し、主に熱帯から亜熱帯域に生育する。ただしアフリカには少ない。南米から東南アジアなど、人間活動によって分布域を広げたものもいる（キダチゴショウなど）。コショウ属は、熱帯多雨林の低木層やつる植物として重要な構成要素である。このような環境において、コショウ属植物は極めて多様な昆虫と関わっており（主に食草として）、多様な二次代謝産物をもつことから昆虫の多様化の重要な要因の1つであると考えられている。
日本にはフウトウカズラ（関東以西から南西諸島）とタイヨウフウトウカズラ（小笠原諸島）の2種が自生しており、前者は南日本では比較的普通である。またヒハツモドキは東南アジア原産であるが、沖縄では香辛料用に栽培されており、一部では逸出野生化している。
コショウ属の花粉媒介では虫媒（双翅類やハナバチ）や風媒が報告されており、その特異性は低い。 
中南米のコショウ属植物は、種子散布において果実食のコウモリ（Carollia）と比較的特異性が高い関係を結んでいる。Carollia perspicillata の食物の45–47%が、コショウ属の果実であるとする報告もある。またアリが種子散布に関わることもある。
コショウ属の一部の種は、特定のアリの種と共生関係を結ぶアリ植物であることが知られている。このようなコショウ属植物は、中空の茎をアリの巣として提供し、アリの食料として葉の向軸側基部に脂質とタンパク質に富む構造（opalescent food body）を形成する。一方で植物は、アリが持ち込んだ食物に由来する栄養塩やアリによる植食者に対する防御を得ることができる。

## 人間との関わり
コショウ属の植物は精油やアルカロイドを含み、果実が香辛料として利用される例がある。コショウは「スパイスの王様」ともよばれ、最もよく利用されている香辛料の1つである（図6a）。コショウは世界中の熱帯域で栽培されており（図6b）、2020年の世界の生産量は約71万トン、そのうち38%はベトナム、16%はブラジルであった。コショウ以外にも、ヒハツ（インドナガコショウ）（下図7a）やヒハツモドキ（ジャワナガコショウ）、ヒッチョウカ（クベバ）、ニシアフリカクロコショウ（P. guineense）、キダチコショウ（P. aduncum）なども香辛料として利用される。
キンマの葉やカヴァの根は、嗜好品として地域的に利用されている（下図7b, e）。またアオイゴショウ（P. umbellatum）や P. peltatum、P. sarmentosum などは、野菜とされることがある（下図7d）。コショウやヒハツ、ヒハツモドキ、ヒッチョウカ、キンマ、カヴァ、アオイゴショウ、フウトウカズラなどは生薬ともされる。一方、P. magnificum、P. ornatum、P. sylvaticum などは、観葉植物として利用される（下図7e）。

## 系統と分類
コショウ属は、2,000種以上が知られる非常に大きな属である。形態的にも極めて多様であり、さまざまな形質に基づいて Macropiper、Arctottonia、Ottonia、Pothomorphe、Trianaeopiper などの属に分けられたり、多数の亜属や節に分けられていた。
その後、コショウ属内の系統関係について分子系統学的研究が行われ、およそ10個の系統群からなることが示唆されている（下図8, 下表1）。これらの系統群は3つの大きな系統群にまとまり、それぞれ主にアジア（Piper clade）、南太平洋（Macropiper clade）、アメリカ大陸（その他）に分布する種からなることが示されている。ただし、アメリカ産系統群の単系統性は支持されないこともある。コショウ属にアフリカ産の種は少ないが、Piper clade と Macropiper clade からアフリカへの進出が独立に起こったことが示唆されている。
|  | Schilleria clade |
|  | |
|  | P. cinereum/P. anctum clade |
|  | |
|  | Ottonia clade |
|  | |
|  | Enckea clade |
|  | |
|  | \| \| Peltobryon clade \| \| \| \| \| \| Pothomorphe clade \| \| \| \| \| \| Radula clade \| \| \| \| \| \| Macrostachys clade \| \| \| \| |
|  | |
|  | Peltobryon clade |
|  | |
|  | Pothomorphe clade |
|  | |
|  | Radula clade |
|  | |
|  | Macrostachys clade |
|  | |

|  | Peltobryon clade   |
|  |                    |
|  | Pothomorphe clade  |
|  |                    |
|  | Radula clade       |
|  |                    |
|  | Macrostachys clade |
|  |                    |

|  | Schilleria clade |
|  | |
|  | P. cinereum/P. anctum clade |
|  | |
|  | Ottonia clade |
|  | |
|  | Enckea clade |
|  | |
|  | \| \| Peltobryon clade \| \| \| \| \| \| Pothomorphe clade \| \| \| \| \| \| Radula clade \| \| \| \| \| \| Macrostachys clade \| \| \| \| |
|  | |
|  | Peltobryon clade |
|  | |
|  | Pothomorphe clade |
|  | |
|  | Radula clade |
|  | |
|  | Macrostachys clade |
|  | |

|  | Peltobryon clade   |
|  |                    |
|  | Pothomorphe clade  |
|  |                    |
|  | Radula clade       |
|  |                    |
|  | Macrostachys clade |
|  |                    |

|  | Schilleria clade |
|  | |
|  | P. cinereum/P. anctum clade |
|  | |
|  | Ottonia clade |
|  | |
|  | Enckea clade |
|  | |
|  | \| \| Peltobryon clade \| \| \| \| \| \| Pothomorphe clade \| \| \| \| \| \| Radula clade \| \| \| \| \| \| Macrostachys clade \| \| \| \| |
|  | |
|  | Peltobryon clade |
|  | |
|  | Pothomorphe clade |
|  | |
|  | Radula clade |
|  | |
|  | Macrostachys clade |
|  | |

|  | Peltobryon clade   |
|  |                    |
|  | Pothomorphe clade  |
|  |                    |
|  | Radula clade       |
|  |                    |
|  | Macrostachys clade |
|  |                    |

|  | Schilleria clade |
|  | |
|  | P. cinereum/P. anctum clade |
|  | |
|  | Ottonia clade |
|  | |
|  | Enckea clade |
|  | |
|  | \| \| Peltobryon clade \| \| \| \| \| \| Pothomorphe clade \| \| \| \| \| \| Radula clade \| \| \| \| \| \| Macrostachys clade \| \| \| \| |
|  | |
|  | Peltobryon clade |
|  | |
|  | Pothomorphe clade |
|  | |
|  | Radula clade |
|  | |
|  | Macrostachys clade |
|  | |

|  | Peltobryon clade   |
|  |                    |
|  | Pothomorphe clade  |
|  |                    |
|  | Radula clade       |
|  |                    |
|  | Macrostachys clade |
|  |                    |

表1. コショウ属の分類体系の1例
- コショウ属 Piper L. (1753)
  - Macropiper clade
低木から小高木。葉は心形から卵形、葉脈は掌状、葉柄は有鞘。花は単性で多くは雌雄異株、一部雌雄同株。花序はしばしば腋生する枝に束生する。花は比較的疎に配列し、小苞は盾形。果実はふつう離生するが、P. excelsum では互いに癒合する。南太平洋の諸島に分布するが、P. capense はアフリカに自生する。10種ほどが知られる。
カヴァ、カワカワ（Piper excelsum）、Piper capense、Piper guahamense、Piper hooglandii など
  - Piper clade
草本、低木、またはつる性木本。葉脈は掌状または羽状。つる性の種は葉の2形性を示す（単軸枝の葉は心形から卵形で葉柄に鞘あり、仮軸枝の葉は長卵形から披針形で葉柄に鞘なし）。花は両性、または単性で雌雄異株。花序は直立または垂れ下がる。小苞の形態は多様。果実は離生、または互いに癒合する。インドから東アジア（日本を含む）、東南アジア、オーストラリアなどに分布するが、ニシアフリカクロコショウはアフリカに自生する。約300種が知られる。
コショウ、ヒハツ（インドナガコショウ）、ヒハツモドキ（ジャワナガコショウ）、キンマ、ヒッチョウカ、ニシアフリカクロコショウ（Piper guineense）、フウトウカズラ、クラルフウトウカズラ（Piper kawakamii）、カショウフウトウカズラ（Piper kwashoense）、コウトウフウトウカズラ（Piper macropiper）、タイヨウフウトウカズラ（Piper postelsianum）、ウスバフウトウカズラ（Piper sintenense）、タイワンフウトウカズラ（Piper taiwanense）、Piper austrocaledonicum、Piper curtifolium、Piper muricatum、Piper wallichii など
  - Schilleria clade
低木であり、ときに匍匐性。葉脈は掌状または羽状。葉身がときに葉柄に沿下、基部に２つの硬点がある。花は疎に集まる。果実は三角形から倒卵形、離生する。中米から大西洋岸森林に分布する。200種程が知られる。
Piper imberbe、Piper callosum、Piper bradei、Piper riparense など
  - P. cinereum/P. anctum clade
2種が含まれるが、この2種は形態的に大きく異なり、Piper cinereum は Pothomorphe のものに似ており、Piper anctum は Enckea のものに似ている。
  - Ottonia clade
小型の低木。葉脈は羽状。葉は卵形から披針形、基部に２つの硬点。花は疎に集まり、花序はふつう直立、一部は下垂する。花はときに有柄、Enckea に似る。果実は球形から楕円形。アマゾンから大西洋岸森林の林床に生育する。50種程が知られる。
Piper anisum、Piper bartlingianum、Piper carautensei、Piper darienens、Piper duartei、Piper humistratum など
  - Enckea clade
低木から小高木。葉脈は掌状。葉は卵形、ときに基部に２つの硬点がある。葉の基部は全て左右相称または仮軸枝で左右非相称。花は疎に集まり、花序はふつう直立、一部は下垂する。花はときに有柄。雄しべは4-6個。柱頭は3–4裂。果実は球形、離生。メキシコからアマゾン、大アンティル諸島に分布する。120種程が知られる。
Piper abalienatum、Piper amalago、Piper martensianum、Piper muelleri、Piper psilorhachis、Piper reticulatum、Piper yucatanense など
  - Peltobryon clade
低木から小高木。葉脈は羽状。花序はふつう太く直立。小苞はひだ状、腺点あり。葯隔が発達して突出し、またふつう花柱が発達する。果実は楕円形、無柄、肉質、腺点あり。種子は倒卵形で頂端が凹む。中南米に広く分布し、特にコスタリカやパナマの多雨林の林床に多い。100種程が知られる。
Piper augustum、Piper bullulatum、Piper confertinodum、Piper costatum、Piper garagaranum、Piper nudifolium、Piper trigonum など
  - Pothomorphe clade
草本から低木、つる植物。葉脈はふつう掌状、まれに羽状。葉柄は有鞘。花序は密、一部の種では腋生する枝に花序が朿生する。果実は離生し、倒卵形。中南米に広く分布する。10種程が知られる。
アオイゴショウ（Piper umbellatum）、Piper auritum、Piper marginatum、Piper multiplinervium、Piper peltatum など
  - Radula clade
多くは低木だが一部は草本やつる植物。葉脈は掌状または羽状。葉の基部は左右非対称、ふつう有毛。花序は密、直立しときに先端が下垂。中南米に広く分布し、林縁など陽地に多いが一部は林内に生育。約450種が知られる。
キダチゴショウ（Piper aduncum）、Piper crassinervium、Piper filistilum、Piper hispidum、Piper lanceifolium、Piper lapathifolium、Piper oxystachyum、Piper rusbyi、Piper vellosoi など
  - Macrostachys clade
低木から小高木。葉脈は羽状。葉の基部は単軸枝では左右相称、仮軸枝では左右非相性。葉柄には明瞭な托葉がある。花は両性。花序は密、しばしば非常に長く下垂、雄しべは4個。果実は離生、ふつう方形。一部はアリ植物。多くは中米から南米北部に分布する。250種ほどが知られる。
Piper arboreum、Piper auritifolium、Piper bellidifolium、Piper daguanum、Piper gigas、Piper longispicum、Piper maxonii、Piper obliquum、Piper pulchrum、Piper squamulosum、Piper truncatum、Piper tuberculatum など